# Алиса (княгиня Корикоса)
Алиса Хетумян или Алиса Корикосская (? — † 1329) — княгиня Корикоса, королева Киликийского армянского государства. Представительница корикосского ответвления рода Хетумидов (Хетумян).

## Биография
Алиса родилась в семье корикоского князя  Ошина II.   В 1320 году умирает король Киликии Левон IV, трон по наследству переходит его сыну и наследнику  Левону V. Однако, на момент смерти отца молодой король был несовершеннолетним, поэтому был сформирован регентский совет, который избрал регентом, отца Алисы, Ошина II. Последний взяв бразды правления в свои руки, для укрепления власти, выдал свою дочь Алису за Левона V. Бракосочетание состоялось 31 декабря 1320 года в центральном соборе города Сис. В 1329 году, по приказу ставшего совершеннолетним короля Левона V, Алиса была убита вместе со своим отцом Ошином и дядей Костандином

## Семья
Муж:  король Левон V (1310 — † 1342)
дети:
- Хетум (? — умер в младенчестве)

## Комментарии
1. ↑  или это могло произойти 30 декабря 1321 года[1]
2. ↑  или это могло произойти в 1341